# Dubciîți, Zaricine
Dubciîți (în ucraineană Дубчиці) este un sat în comuna Senciîți din raionul Zaricine, regiunea Rivne, Ucraina.

## Demografie
Componența lingvistică a localității Dubciîți
     Ucraineană (100%)
Conform recensământului din 2001, toată populația localității Dubciîți era vorbitoare de ucraineană (100%).